# Wahlkreis (Bayern)

Die sieben bayerischen Wahlkreise

Die sieben Wahlkreise bilden die oberste Gliederungsebene des Wahlgebietes bei den Wahlen zum Bayerischen Landtag und bei den Bezirkswahlen. Sie entsprechen territorial gemäß Artikel 14, Abs. 1 Satz 2 Verfassung des Freistaates Bayern den sieben bayerischen Regierungsbezirken.
Anders als die Wahlkreise in den übrigen Bundesländern ist ein Wahlkreis in Bayern nicht der Teilraum des Wahlgebiets, der im Landtag durch einen direkt gewählten Abgeordneten vertreten ist, diese Stellung hat in Bayern der Stimmkreis. Im Bayerischen Landtagswahlsystem kommt den Wahlkreisen somit nicht lediglich die Funktion bloßer Abstimmungsbezirke, sondern die Bedeutung selbständiger Wahlkörper zu. Alle wesentlichen Schritte und Entscheidungen der Landtagswahlen werden auf Basis der Wahlkreise statt auf Landebene vollzogen:
- eine eventuelle Umgliederung von Stimmkreisen erfolgt auf Basis der durchschnittlichen Einwohnerzahl der Stimmkreise im Wahlkreis
- die Aufstellung der Listenkandidaten geschieht nicht auf Landesparteitagen, sondern auf Wahlkreisdelegiertenversammlungen der Parteien
- Unterstützungsunterschriften für nichtetablierte Parteien müssen für jeden Wahlkreis gesondert nachgewiesen werden
- die Wahlberechtigten können auch mit der Zweitstimme nur für Listenkandidaten ihres Wahlkreises stimmen, es gibt keine Landesliste
- Verteilung der Mandate auf die Parteien, die Rangfolge innerhalb der Parteiliste und eventuelle Überhangmandate werden auf Wahlkreisebene ermittelt
- Nachrücker bei Ausscheiden eines Abgeordneten werden aus der gleichen Wahlkreisliste bestimmt.

Wenn eine Liste in einem Wahlkreis weniger Direktmandate errungen hat, als ihr nach ihren Gesamtstimmen zukommen würde, werden die verbleibenden Mandate aus der Wahlkreisliste aufgefüllt. Da in Bayern auch mit der Zweitstimme ein konkreter Kandidat gewählt wird und nicht pauschal eine Liste, kann sich die Reihenfolge der Kandidaten auf der Liste durch die Wahl verändern. Wenn eine Liste in einem Wahlkreis mehr Direktmandate errungen hat, als ihr nach ihren Gesamtstimmen zukommen würde, kommt es zu Überhangmandaten.
Durchbrochen wird die getrennte Betrachtung der sieben Wahlkreise bei der Fünf-Prozent-Hürde, die landesweit überschritten werden muss, sowie bei der grundsätzlichen Feststellung der Parteieneigenschaft, die dem Landeswahlausschuss obliegt.

## Mandate je Wahlkreis
Die Zuteilung der Zahl der zu vergebender Landtagsmandate an die Wahlkreise bestimmt sich nach den jeweiligen Einwohnerzahlen. Anders als bei den einzelnen Stimmkreisen erlauben Landeswahlgesetz und Verfassungsrechtsprechung hier keine Toleranzmarge, sondern fordern die exakte Berechnung im Vorfeld jeder Wahl. Durch Veränderungen der geographischen Bevölkerungsverteilung hat sich damit das Gewicht der Wahlkreise für die Zusammensetzung des Landtags verschoben: So wurden von den 204 Mandaten im Jahr 1950 im Wahlkreis Oberbayern 54 Mandate und im Wahlkreis Oberfranken 25 Mandate vergeben. Im Jahr 1998 war die Zahl in Oberbayern auf 65 gestiegen, in Oberfranken auf 20 Mandate gesunken.
Seit 2003 beträgt die Mindestzahl der Abgeordneten 180. Von diesen entfielen für die Landtagswahl 2018 regulär 61 Mandate auf den Wahlkreis Oberbayern, 18 auf Niederbayern, jeweils 16 auf die Oberpfalz und auf Oberfranken, 24 auf Mittelfranken, 19 auf Unterfranken und 26 auf Schwaben. Durch Überhang- und Ausgleichsmandate stieg die Zahl der Mandate auf 205. Diese werden auf Bezirksebene verrechnet, damit ergaben sich für Oberbayern 69, für Niederbayern 21, für die Oberpfalz und Oberfranken jeweils 18, für Mittelfranken 29 und für Schwaben 31. Nur in Unterfranken gab es keine Überhang- und damit auch keine Ausgleichsmandate, so dass Unterfranken mit 19 Abgeordneten vertreten ist.